# لويزة بيكي
لويزة بيكي (الاسم العلمي: Aloysia beckii) هو نوع نباتي يتبع جنس اللويزة من فصيلة اللويزية.